# ハンス・ビュルキ
ハンス・フェルディナンド・ビュルキ（独: Hans Ferdinand Bürki、1925年1月10日 - 2002年4月24日）は、スイス生まれの、福音主義霊性の指導者。インテグレーションセミナーと呼ばれる集会を指導した。
スイスのキリスト者学生会に加わり、大学院生時代からそこで働き始めた。第二次世界大戦後、霊的に荒廃したドイツの学生に伝道した。
1950年、チューリヒ大学より、ペスタロッチの研究で博士号を取得する。論文執筆の時に、ローマ人への手紙を研究して、福音宣教への召命を受けて、IFES（国際福音主義学生交友会）で1979年まで約20年間活動した。1980年からはフリーの霊的指導者として、世界中で活動していた。
1973年、太田和功一の紹介で初来日して以降、2002年に亡くなるまで十回来日した。

## 著書
- 多井一雄訳「主の弟子となるための交わり」いのちのことば社、1999年